# Music Timeline 〜音楽年表〜
『Music Timeline 〜音楽年表〜』（ミュージックタイムライン～おんがくねんぴょう～）は、JFNCの制作により、JFN系列各局で2020年4月から2021年3月までの1年に亘って放送されていたラジオ番組である。全52回。放送時間は毎週月曜 1:00 - 2:00（日曜深夜、日本標準時）または毎週日曜 4:00 - 5:00（日本標準時）に放送していた。
パーソナリティは田家秀樹が務めた。

## 概要
日本におけるFMラジオ開局以降の約半世紀から毎回ある1年を取り上げ、その年にヒットした楽曲をセレクト、その年の出来事や各曲・アーティストの解説などを加えて放送した。ゲストが登場する回もあった。
1年の放送期間で1969年 - 2020年までを1年ずつ取り上げた。

## ネット局
2021年3月の放送終了時点。放送時間の早い順から記載。放送終了時点において全局「radiko」（プレミアム含む）で聴取可能だった。多くの局がネットした日曜 4:00 - 5:00 以外の時間に放送した局は、放送終了時点における当該時間帯の番組を備考における脚注で表記。
| 放送対象地域   | 放送局名                         | 放送時間                          | 放送期間                                                | 遅れ日数     | 備考                          |
| -------------- | -------------------------------- | --------------------------------- | ------------------------------------------------------- | ------------ | ----------------------------- |
| 兵庫県         | 兵庫エフエム放送（Kiss FM KOBE） | 月1回を除く土曜 20:00 - 20:55     | 2020年10月3日 - 2021年3月27日                           | 2日先行      | [ 注 2 ] [ 注 3 ] [ 注 4 ]    |
| 新潟県         | エフエムラジオ新潟（FM-NIIGATA） | 毎週日曜 2:00 - 3:00 （土曜深夜） | 2020年4月5日 - 同年5月10日 2020年7月5日 - 2021年3月28日 | 23時間先行   | [ 注 5 ] [ 注 6 ] [ 注 7 ]    |
| 青森県         | エフエム青森（AFB）              | 毎週日曜 4:00 - 5:00              | 2020年4月5日 - 2021年3月28日                            | 21時間先行   | [ 注 8 ]                      |
| 岩手県         | エフエム岩手（FM IWATE）         | 毎週日曜 4:00 - 5:00              | 2020年4月5日 - 2021年3月28日                            | 21時間先行   |                               |
| 福島県         | エフエム福島（ふくしまFM）       | 毎週日曜 4:00 - 5:00              | 2020年4月5日 - 2021年3月28日                            | 21時間先行   |                               |
| 群馬県         | エフエム群馬（FM GUNMA）         | 毎週日曜 4:00 - 5:00              | 2020年4月5日 - 2021年3月28日                            | 21時間先行   | [ 注 9 ]                      |
| 富山県         | 富山エフエム放送（FMとやま）     | 毎週日曜 4:00 - 5:00              | 2020年4月5日 - 2021年3月28日                            | 21時間先行   |                               |
| 石川県         | エフエム石川（HELLO FIVE）       | 毎週日曜 4:00 - 5:00              | 2020年4月5日 - 2021年3月28日                            | 21時間先行   |                               |
| 福井県         | 福井エフエム放送（FM FUKUI）     | 毎週日曜 4:00 - 5:00              | 2020年4月5日 - 2021年3月28日                            | 21時間先行   |                               |
| 岐阜県         | エフエム岐阜（FM GIFU）          | 毎週日曜 4:00 - 5:00              | 2020年4月5日 - 2021年3月28日                            | 21時間先行   |                               |
| 滋賀県         | エフエム滋賀（e-radio）          | 毎週日曜 4:00 - 5:00              | 2020年4月5日 - 2021年3月28日                            | 21時間先行   |                               |
| 広島県         | 広島エフエム放送（HFM）          | 毎週日曜 4:00 - 5:00              | 2020年4月5日 - 2021年3月28日                            | 21時間先行   |                               |
| 山口県         | エフエム山口（FMY）              | 毎週日曜 4:00 - 5:00              | 2020年4月5日 - 2021年3月28日                            | 21時間先行   |                               |
| 岡山県         | 岡山エフエム放送（FM OKAYAMA）   | 毎週日曜 4:00 - 5:00              | 2020年4月5日 - 2021年3月28日                            | 21時間先行   |                               |
| 香川県         | エフエム香川（FM香川）           | 毎週日曜 4:00 - 5:00              | 2020年4月5日 - 2021年3月28日                            | 21時間先行   |                               |
| 高知県         | エフエム高知（Hi-Six）           | 毎週日曜 4:00 - 5:00              | 2020年4月5日 - 2021年3月28日                            | 21時間先行   |                               |
| 徳島県         | エフエム徳島（FM TOKUSHIMA）     | 毎週日曜 4:00 - 5:00              | 2020年4月5日 - 2021年3月28日                            | 21時間先行   |                               |
| 長崎県         | エフエム長崎（FM Nagasaki）      | 毎週日曜 4:00 - 5:00              | 2020年4月5日 - 2021年3月28日                            | 21時間先行   |                               |
| 大分県         | エフエム大分（Air-Radio FM88）   | 毎週日曜 4:00 - 5:00              | 2020年4月5日 - 2021年3月28日                            | 21時間先行   |                               |
| 熊本県         | エフエム熊本（FMK）              | 毎週日曜 4:00 - 5:00              | 2020年4月5日 - 2021年3月28日                            | 21時間先行   |                               |
| 鹿児島県       | エフエム鹿児島（μFM）            | 毎週日曜 4:00 - 5:00              | 2020年4月5日 - 2021年3月28日                            | 21時間先行   |                               |
| 沖縄県         | エフエム沖縄（FM沖縄）           | 毎週日曜 4:00 - 5:00              | 2020年4月5日 - 2021年3月28日                            | 21時間先行   |                               |
| 宮城県         | エフエム仙台（Date fm）          | 毎週日曜 4:00 - 5:00              | 2020年7月5日 - 2021年3月28日                            | 21時間先行   | [ 注 10 ]                     |
| 秋田県         | エフエム秋田（AFM）              | 毎週日曜 4:00 - 5:00              | 2020年7月5日 - 2021年3月28日                            | 21時間先行   | [ 注 10 ]                     |
| 山形県         | エフエム山形（Rhythm Station）   | 月1回を除く日曜 19:00 - 20:00     | 2020年12月13日 - 2021年3月28日                          | 6時間先行    | [ 注 11 ] [ 注 12 ] [ 注 13 ] |
| 島根県・鳥取県 | エフエム山陰（V-air）            | 毎週月曜 1:00 - 2:00 （日曜深夜） | 2020年4月5日 - 2021年3月29日                            | 基本配信時間 | [ 注 14 ] [ 注 15 ]           |
| 宮崎県         | エフエム宮崎（JOY FM）           | 毎週月曜 1:00 - 2:00 （日曜深夜） | 2020年4月6日 - 2021年3月29日                            | 基本配信時間 | [ 注 16 ]                     |
| 栃木県         | エフエム栃木（RADIO BERRY）      | 毎週月曜 3:00 - 4:00 （日曜深夜） | 2020年4月6日 - 2021年3月29日                            | 2時間遅れ    | [ 注 17 ] [ 注 18 ]           |
| 愛知県         | エフエム愛知（FM AICHI）         | 毎週木曜 2:00 - 3:00 （水曜深夜） | 2020年4月9日 - 2021年4月1日                             | 3日遅れ      | [ 注 19 ]                     |
| [ 注 20 ]      | InterFM897                       | 毎週金曜 14:00 - 15:00            | 2020年11月6日 - 2021年3月26日                           | 4日遅れ      | [ 注 21 ] [ 注 22 ] [ 注 23 ] |